# Ten druhý jsem já

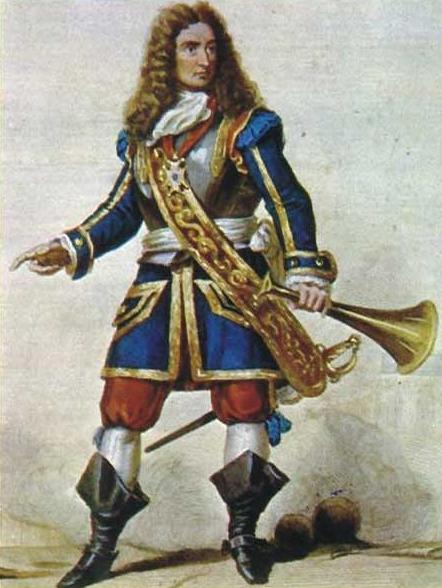
René Duguay-Trouin

Ten druhý jsem já je název českého vydání dobrodružného románu pro mládež L'Autre chez les corsaires (1959), který napsala francouzská spisovatelka Simone Martin-Chauffierová. Za toto dílo obdržela autorka roku 1959 cenu za nejlepší dětskou knihu Prix Jeunesse.
Román je založen na skutečné plavbě pana Reného Duguay-Trouina (1673–1736), slavného francouzského korzára, kterému ještě nebylo celých devatenáct let, když se stal kapitánem na Coétquenu, což byla lehká fregata s osmnácti děly a s posádkou sto třiceti mužů, z nichž asi třicet bylo vojáků.

## Obsah románu
Román líčí napínavé příhody dvou dvojčat, Alaina a Albana, kteří jsou si k nerozeznání podobní a kteří žijí se svou chudou ovdovělou matkou a s několika sourozenci ve francouzském přístavním městečku Saint-Malo. Dobrodružství obou chlapců začíná roku 1692, když se stanou plavčíky na lodi Coétquen pana Duguay-Trouina. Ve skutečnosti se plavčíkem stal jen Alain, ale díky lsti, založené na tom, jak jsou si podobni, se na loď dostanou oba, přičemž Alban se schovává v podpalubí. Když jsou odhaleni, pan Duguay-Trouin je vezme na milost a oba mohou na lodi zůstat.
Oba chlapci zažijí na Coétquenu veselé i smutné příhody, zažijí střetnutí s Angličany i bouře. Spřátelí se s mladým anglickým plavčíkem, který upadl do zajetí a kterého pojmenují Derstand podle toho, že neustále říká „I don't understand (Nerozumím).“ S ním se pak všichni šťastně vrátí domů. Z výpravy si odnesou ponaučení, jak je v životě důležité přátelství.

## Česká vydání
- Ten druhý jsem já, SNDK, Praha 1963, přeložil Gustav Francl.